# توماس هندرسون (سياسي أمريكي)
توماس هندرسون (بالإنجليزية: Thomas Henderson)‏ هو محامي وقاضي وسياسي أمريكي، ولد في 15 أغسطس 1743 في الولايات المتحدة، وتوفي بنفس المكان في 15 ديسمبر 1824. حزبياً، نشط في الحزب الفيدرالي الأمريكي.

## مناصب
- انتخب حاكم نيو جيرسي [الإنجليزية]‏ (30 مارس 1793 – 3 يونيو 1793).
- انتخب عضو مجلس ولاية نيوجيرسي.
- انتخب عضو جمعية نيوجيرسي العامة.
- انتخب عضو مجلس النواب الأمريكي.